# 曾天宇
曾天宇（1896年9月10日—1928年3月5日）,江西万安人。原名国香，辈名传黄，乳名丙生，又名澜挽、南宛, 化名梁明。他是江西早期革命活动家，万安暴动的主要领导者。他和方志敏、袁玉冰并称为“江西革命三杰”。

## 生平
- 1896年9月10日出生于江西万安县罗塘湾村背村。父亲曾秀升曾任万安县商会会长，家有田地100多亩.
- 1910年进县立高等小学读书，1912年秋考入南昌心远中学。
- 1917年8月赴日本留学，参加旅日学生爱国运动。[4]
- 1918年5月回国，回国后在上海与其他江西留日同学组织成立了“留日沉重救国团江西支部”。同年9月考入北京中国大学政治经济系。
- 1919年“五四运动”暴发，中国境内掀起了规模空前的反帝爱国热潮，曾天宇积极参加了这次反帝爱国运动。
- 1921年中国共产党诞生，他结识了很多共产党人，并于1922年加入中国社会主义青年团。同年利用署假的机会回到万安，在家乡邀集张世熙等10多名青年，组织成立了“万安青年学会”，创办发行《青年》杂志，宣传共产主义思想。[5]
- 1923年11月，协助张世熙、文章等人在县城筹办了“聚华书店”。
- 1924年6月，加入中国国民党，任江西国民党改组筹备员，被派回江西参加改组江西国民党的领导工作。同年在中共中央直属江西支部领导下，由他出面筹备，在南昌百花洲锡厂街办起了“明星书社”。书社工作人员都是社会主义青年团员，他担任经理。南昌的党、团组织和国民党省党部的一些重要会议，也在书社楼上秘密举行，“明星书社”成了国共两党秘密集会的活动据点。是年9月，他以旧吉安府所属10县同乡办学的名义，邀请本府10县知名人士为办学发起人，聘请曾担任过江西省议会议长的龙钦海担任校长，他自己任教务主任兼代理校长，创办了江西最早的一所培训革命干部的学校——黎明中学，积极从事革命的宣传和组织工作。
- 1925年7月被选为国民党江西省党部监察委员。同年11月中共南昌特别支部批准了曾天宇加入中国共产党的请求，成为南昌党支部最早被发展的党员之一。[6]
- 1926年7、8月间，国民党江西省党部和黎明中学被查封。与此同时曾天宇、朱由铿受中共江西地委指派，以国民党江西党部特派员身份来到赣州，从事筹组赣州国民党县党部和发展中共组织的秘密活动。因积极筹建国民党赣县党部，反对军阀向商界勒捐，被军阀邓如琢发觉，曾天宇被赣南镇守使杨池生逮捕入狱。后在组织及其亲友的营救下，保释出狱，并由党组织送他赴莫斯科深造。不久后奉召回国，受党派遣在国民党革命第三军政治部任宣传科长，随军转战江西，参加北伐战争。[7][8]
- 1927年初回到南昌，在朱德创办的第三军军官教育团任政治教官，曾率学员去万安等地调查农村状况，组织农民协会。朱德曾赞扬他“是个好教员，是能反映中国实际的马列主义教员，是能传播而善于传播马列主义思想的一个好教员”。他还担任省教育厅督学，经常到各学校视察，指导学生运动。1927年4月曾指挥军官教育团学员会同工农民众冲垮被国民党右派控制的江西省党部，被任命为省党部和省农民协会特派员，赴余干、景德镇、鄱阳等县指导当地革命斗争。当国民党右派夺取了国民党江西省党部的领导权，许多共产党员和国民党左派被排挤时，他写了《党化教育有限公司》、《赣州学生向哪条路走？》等文章，号召赣州学生“推翻一切封建势力的统治，建立一个崭新的民主的赣州”。
- 1927年6月底他奉党的指示，以省委特派员的身份被派回万安组织农民武装斗争。他和万安县委领导人张世熙先后三次率领工农群众武装攻打了遂川的“军界偕行社”，攻占遂川县城，营救了大批革命同志，并成立了万安农民自卫军——奋勇队。9月下旬主持万安县委会议传达“八七会议”精神，部署发动农民暴动。同年10月中共江西省委决定，赣西南暴动以万安为中心，并在万安成立中共万安县行动委员会，领导万安暴动。“万安行动委员会”总指挥机关由曾天宇、张世熙、刘光万、陈正人组成，曾天宇任书记兼军事参谋部负责人。1927年11月中旬、12月24日和31日，他率领万安农军，以罗塘、百嘉、窑头一带为中心，三次攻打万安县城，均因双方力量悬殊而未能攻克。[9][10][11]
- 1928年1月8日，他率领万安工农革命军攻克万安县城，震惊全国的万安暴动宣告胜利，并在随后建立江西省第一个县级苏维埃政权--万安县苏维埃政府。[12] 不久参加毛泽东召开的联席会议，在国民党军队强力进攻万安红色政权的情况下，率万安农军转战遂川、万安边界罗塘、碧洲一带继续坚持斗争。[13] 2月率部分农民开赴井冈山途中陷国民党包围被打散，并遭到国民党军队一千大洋的悬赏通缉。3月5日曾天宇同志在万安县罗塘村背村遭到国民党包围，在寡不敌众的情形下，为保护村民，壮烈牺牲。[14][15][8]